# Lauben, Unterallgäu
Lauben là một đô thị ở huyện Unterallgäu bang Bayern, Đức.